# Екатерина Опалинская
Екатерина Опалинская (пол. Katarzyna Opalińska; 12 октября 1680, Познань — 19 марта 1747, Люневиль) — королева Польши и великая княгиня литовская в 1705—1709 и 1733—1736 годах, супруга Станислава Лещинского. Мать французской королевы Марии Лещинской.

## Биография
Екатерина была дочерью польского магната Яна Карла Опалинского и Софии Царнковской. 10 мая 1698 года она вышла замуж за Станислава Лещинского в Кракове. В 1699 году родилась их первая дочь Анна, умерла в 1717 году, в 1703 году родилась вторая дочь Мария, будущая королева Франции, супруга Людовика XV. 

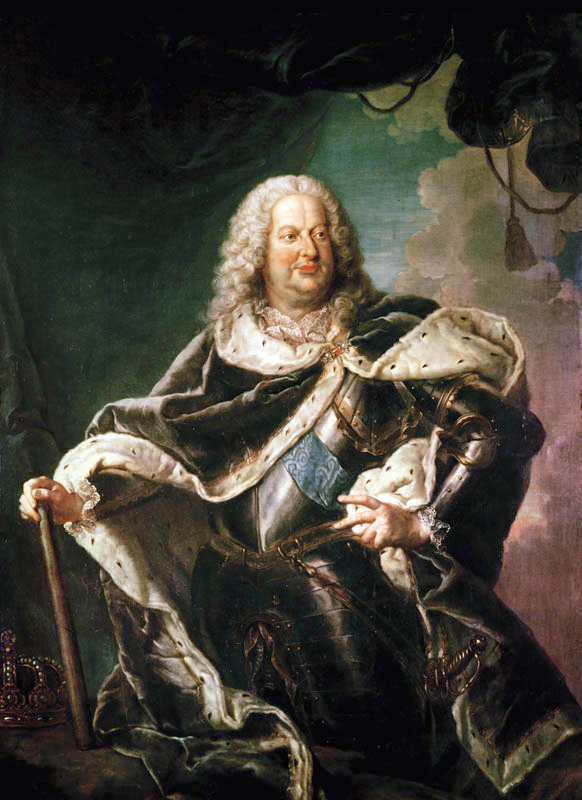
Станислав Лещинский

В 1704 году её супруг стал королём Польши и Великим князем Литвы благодаря шведскому королю Карлу XII. В 1709 году он был свергнут, когда шведская армия потеряла власть в Польше. Семья Екатерины уехала в Швецию. Поселились в городе Кристианстад. В Швеции она хорошо сдружилась с вдовствующей королевой Гедвигой Элеонорой. Польская королевская семья была очень популярна в Швеции, их часто приглашали на приемы шведские аристократы. В 1712 году Екатерина посетила бани города Медеви. В 1714 году, с позволения Карла XII, семья переехала в Цвайбрюккен, шведскую провинцию в Германии. Там они проживали до смерти короля в 1718 году. После его смерти семья переехала во Францию, где поселилась в Эльзасе.
В 1725 году дочь Мария была выбрана в качестве супруги французскому королю Людовику XV. Екатерина Опалинская стала тещей французского короля. После свадьбы дочери Екатерина и Станислав проживали в Шато-дю-Шамбор.
В 1737 год Станислав стал правящим герцогом Лотарингским, Екатерина получила титул герцогини. В отличие от Станислава, Екатерина так и не приспособилась к жизни во Франции или Лотарингии, скучала по родной Польше. Бывшая королева была описана как «добросердечная, домашняя и любившая благотворительность женщина, но в то же время достаточно суровая и скучная личность». Как только её супруг стал герцогом Лотарингским, у него появилось большое количество любовниц, включая Екатерину Оссолинскую, Анну Марию Оссолинскую, Марию Луизу де Линангес, мадам де Бассомпьер и мадам де Камбресс. С 1745 года у Станислава были постоянные отношения с маркизой де Боурфлез. Всех этих отношения Екатерина предотвратить не могла.
Екатерина умерла 19 марта 1747 года. В день её смерти её зять король Людовик XV приказал провести памятную церемонию в Соборе Нотр-Дам в Париже. Могила Екатерины находится в Нотр-Дам-де-Бонсекоз в Нанси, рядом покоятся Станислав и дочь Анна.

## Галерея

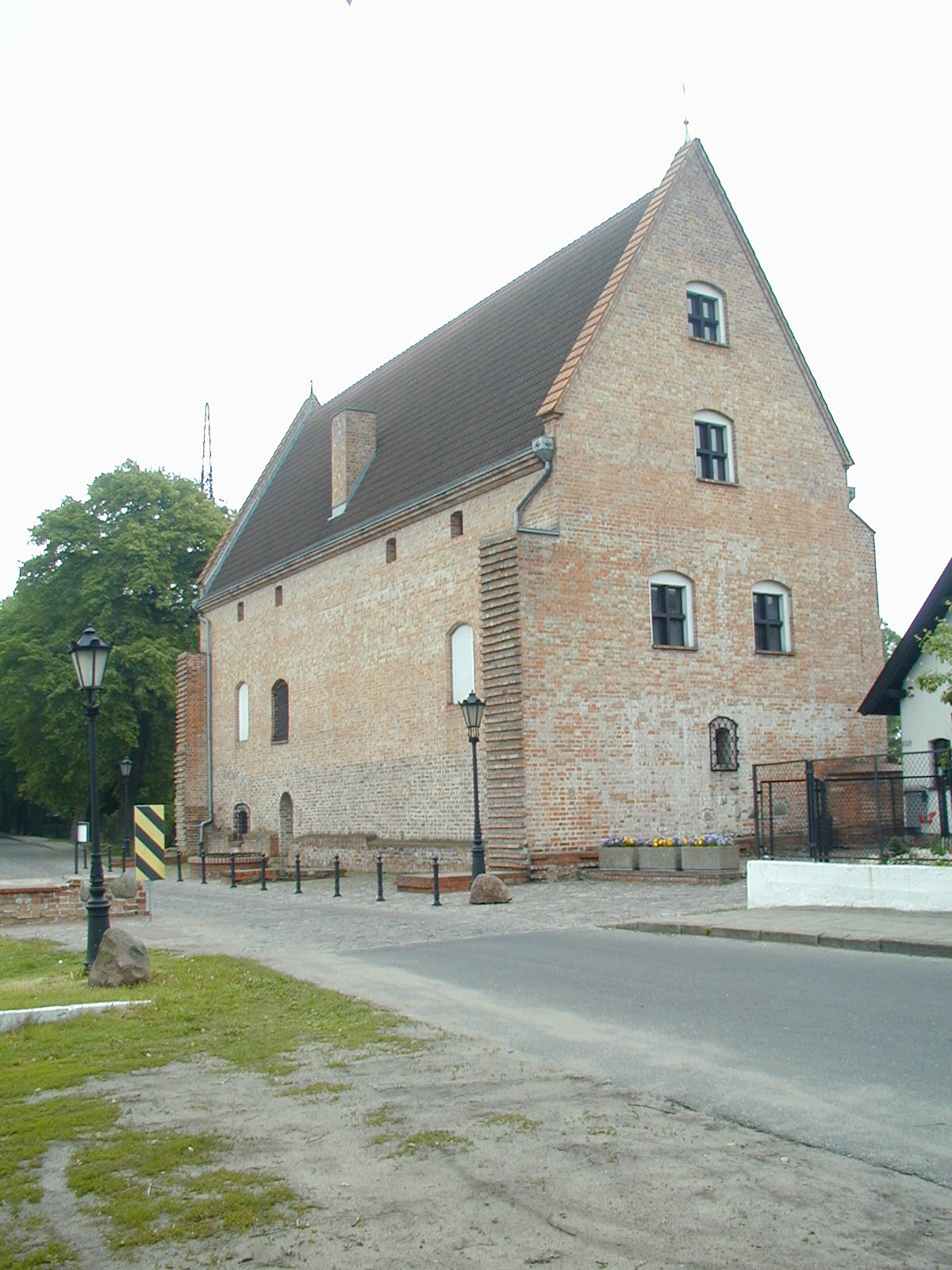
Замок Серакув, доставшийся Екатерине в наследство в 1695 году
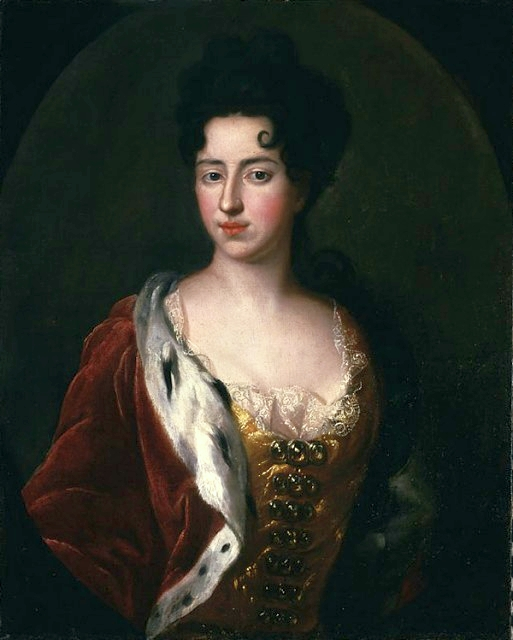
Портрет Екатерины как королевы Польской
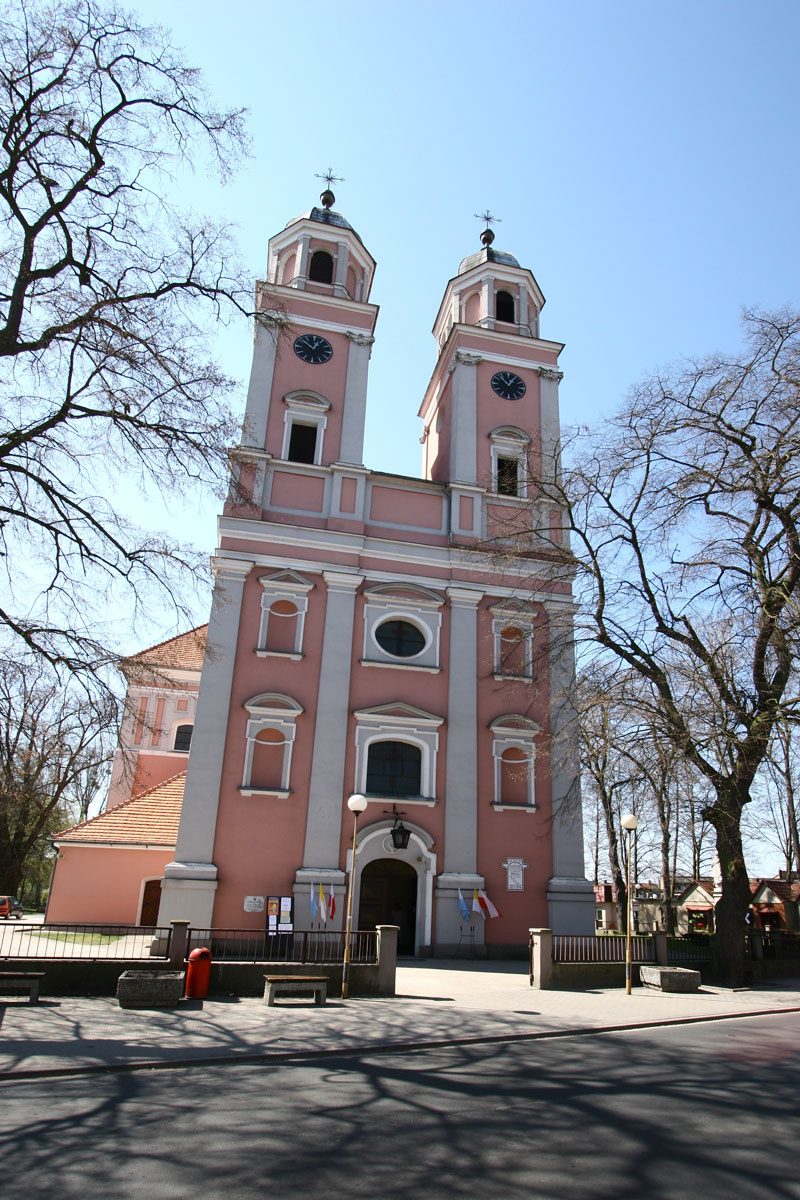
Башни замка Серакув, построенные на средства Екатерины в 1740 году
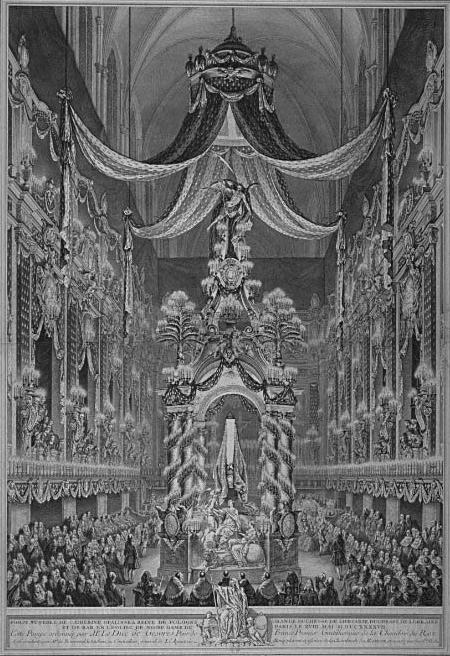
Богослужение в парижском Нотр-Даме по Екатерине Опалинской